# His Parlor Zoo
Pour plus de détails, voir Fiche technique et Distribution.
His Parlor Zoo est un film américain réalisé par Harry McCoy, sorti en 1917.

## Fiche technique
- Titre original : His Parlor Zoo
- Réalisation : Harry McCoy
- Photographie : Charles R. Seeling
- Production : Mack Sennett
- Société de production : Keystone
- Société de distribution : Keystone
- Pays de production :  États-Unis
- Langue originale : anglais
- Format : noir et blanc — 35 mm — 1,37:1 — Film muet
- Genre : Comédie
- Durée : une bobine
- Date de sortie : États-Unis : 22 avril 1917
- Licence : Domaine public

## Distribution
- Harry McCoy
- Marie Manley
- Frank Bond
- Vivian Edwards
- Arthur Moon
- Don Likes